# Marie Zápotocká (archeoložka)
Marie Zápotocká (rozená Steklá, 6. června 1931 Kanín – 30. října 2021) byla česká archeoložka se specializací na období středoevropského neolitu, především na jeho mladší úsek, kulturu s vypíchanou keramikou a příbuzné kulturní skupiny, obecně pak na otázky sídlištní archeologie, pohřebního ritu a relativní chronologie neolitu.

## Život a studium
Narodila se v Kaníně u Poděbrad, v zemědělské rodině, v roce 1948 „odsunuté“ do Velkého Oseka. Po maturitě na kolínském gymnáziu v roce 1950 učila krátce na jednotřídce v Kněžicích, odkud si cílevědomě prosadila možnost vysokoškolského studia. V letech 1952–1957 tak absolvovala obor prehistorie a národopis na Filosofické fakultě UK v Praze. Jako členka semináře Jana Filipa patřila k vysoce hodnocené poválečné generaci, jež nově definovala obsah a chronologii pravěkých kultur na území Čech. Zaměřila se nejprve na pohřební ritus v neolitu (1956) a poté na období mladšího neolitu, kulturu s vypíchanou keramikou (1959) a středoevropskou oblast příbuzných kultur (1970). V roce 1967 obhájila na toto téma disertační práci a byl jí udělen titul CSc. Její periodizace pro toto období byla přijata a je stále obecně používaným standardem. Pokud jde o osobní život, jejím manželem byl od roku 1960 archeolog Milan Zápotocký), s nímž měla dvě děti a prožila s ním 61 let.

## Odborná činnost
Její vědecká i osobní dráha byla od studentských dob spojena s výzkumem v Bylanech u Kutné Hory (od roku 1955), kde po přijetí do Archeologického ústavu ČSAV v roce 1957 pracovala jako zástupce vedoucího výzkumu Bohumila Soudského. Převážnou část své terénní aktivity věnovala zdejšímu výzkumu, podílela se na jeho náročné dokumentaci i na publikaci bylanských Katalogů. V letech 1977–1979 odtud vedla odkryv mladoneolitického birituálního pohřebiště v Miskovicích, v letech 1980–1990 výzkum eneolitických hradišť Dänemarku a Cimburku (s Milanem Zápotockým) a v letech 1990–1993 spolupracovala při výzkumu mladoneolitického rondelu a sídliště v Bylanech (s Ivanem. Pavlů).
K neolitickým tématům, na kterých pracovala, patří, kromě syntetických koncepcí a přehledů (1969, 1970, 1998–1999, 2007, 2013), také kontakty se sousedními skupinami (1967, 1969, 1986, 1993, 2015), pohřební ritus (1998), struktura sídelních regionů (2007, 2009, 2012) a řada dílčích témat, jako technika ornamentace vypíchané keramiky (1978), problematika rondelů (1983), kult hor a kopců (2012) či výroba náramků ze sázavského mramoru, exportovaných na sta kilometrů po celé střední Evropě (1984).
Rozvoj zahraniční spolupráce, zejména s německými a polskými kolegy, patří k dalším aspektům její práce. V roce 1991 založili spolu s Karlem Schmotzem „Archeologickou pracovní skupinu východní Bavorsko/západní a jižní Čechy/Horní Rakousko“ (srv. sborníky Fines transire).
Po odchodu do důchodu v roce 1993 pracovala či se spolupodílela na řadě grantových projektů:.
- 1993–1994: Bylany – rondel. Model neolitického sídliště
- 1995–1997: Pohřební ritus českého neolitu (5500–4200 B. C.)
- 1999–2001: Hradiště Denemark u Kutné Hory a závěrečný úsek středního eneolitu v Čechách
- 2002–2004: Výšinná hradiště a sídliště středního eneolitu v Čechách
- 2004–2006: Vznik kultury s vypíchanou keramikou v severočeském Polabí a počátky mladšího neolitu ve střední Evropě
- 2006–2008: Archeologie pravěkých Čech
- 2007–2008: Neolitické sídelní regiony v Čechách: Region Litoměřicko (ca 5300–4200 př. n. l.)

## Ocenění
- 1988: Dopisující člen Německého archeologického ústavu, Berlín
- 2008: Cena prof. K. J. Jażdziewskiego, Lódź

## Výběr z publikací
- Pohřby lidu s volutovou a vypíchanou keramikou. Archeologické rozhledy 8, 1956, s. 697-723. 770-771. /M. Steklá/
- Třídění vypíchané keramiky. Archeologické rozhledy 11, 1959, s. 257-260. /Steklá, M./.
- Das Skelettgrab von Praha-Dejvice. Beitrag zum chronologischen Verhältnis der Stichhandkeramik zu der Lengyel-Kultur. Archeologické rozhledy 19, 1967, s. 52, 64-87.
- Die Stichbandkeramik zur Zeit des späten Lengyel-Horizontes. Študijné zvesti SAÚ 17, 1969, s. 541- 574.
- Stichbandkeramik. In: Filip, J.: Enzyklopadisches Handbuch zur Ur- und Frühgeschichte Europas 2, Prag 1969, 1376-1380.
- Die Stichbandkeramik in Böhmen und in Mitteleuropa. In: Schwabedissen, H. (ed.): Fundamenta A,  Bd. 3. Köln 1970, s. 1-66 (Sonderabdruck).
- Analysis of the Czech Neolithic Pottery. Morphological and chronological Structure of Projections. Praha 1978. (et Pavlů, I).
- Ornamentace neolitické vypíchané keramiky: technika, terminologie a způsob dokumentace, Archeologické rozhledy 30, 1978, s. 504-534
- Kultura vypíchané keramiky; Konec neolitu v Čechách – kultura lengyelská a jordanovská; Ekonomie mladého neolitu; Otázky společnosti, kultu a dějin mladého neolitu. In: Pleiner, R. – Rybová, A. (ed.): Pravěké dějiny Čech. Praha 1978, s. 178-185, 204-230.
- Armringe aus Marmor und anderen Rohstoffen im jüngeren Neolithikum Böhmens und Mitteleuropas. Památky archeologické 75, 1984, s. 50-130.
- Die Brandgräber von Vikletice - ein Beitrag zum chronologischen Verhältnis von Stich- und Rheinbandkeramik. Archeologické rozhledy 38, 1986, s. 623-649.
- La Moravie et la Bohême. Le néolithique ancien et récent en Bohême et le néolithique ancien en Moravie. In: Otte, M. (ed.): Atlas du Néolithique Européen. L’Europe orientale, Liège 1992, s. 71–84.
- Fortified settlements or ceremonial sites: new evidence from Bylany, Czechoslovakia. Antiquity 67,1993, s. 91–96 (et Midgley, M. S., Pavlů, I., Rulf, J.).
- Chrášťany, Bezirk Rakovník. Ein Beitrag zum chronologischen Verhältnis der Stichbandkeramik zur Grossgartacher und Oberlauterbacher Keramik. Archeologické rozhledy 45, 1993, s. 436–458, 537–538.
- Die Funde der Oberlauterbacher, Grossgartacher und Rössener Keramik in Böhmen. In: Actes du XIIe Congrès International des Sciences Préhistoriques et Protohistoriques. T. 2., Bratislava 1993, s. 407–413.
- Neolithic Studies in Bohemia: 1969–1994. In: 25 Years of Archaeological Research in Bohemia. Památky archeologické – Supplementum 1, 1994, s. 23–36 (et J. Rulf).
- Bylany rondel. Model of the Neolithic Site. In: Praehistorica Archaeologica Bohemica 1995. Památky archeologické – Supplementum 3, 1995, s. 7–123 (et Pavlů, I., Rulf, J.).
- Die chronologische und geographishe Gliederung der postlinearkeramischen Kulturgruppen mit Stichverzierung. In: J. Preuss (Hrsg.): Neolithikum in Mitteleuropa. Kulturen - Wirtschaft - Umwelt vom 6. bis 3. Jahrtausend v.u.Z. Weissbach,  Bd. 1/2 - 1998, 286-306, Abb. 75-77; Bd. 2  - 1999, 112-116; Bd. 3 - 1996, Taf. 11-17.
- Bestattungsritus des böhmischen Neolithikums (5500–4200 B. C.). Gräber und Bestattungen der Kultur mit Linear–, Stichband– und Lengyelkeramik. Praha 1998. 407 s.
- Chrudim. Příspěvek ke vztahu české skupiny kultury s vypíchanou keramikou k malopolské skupině Samborzec-Opatów. Archeologické rozhledy 56, 2004,  s. 3-55.
- Archeologie pravěkých Čech 3. Neolit. Praha 2007 (et Pavlů, I.), 118 str..
- Die Entstehung und Ausbreitung der Kultur mit Stichbandkeramik in Mitteleuropa. In: Kozłowski, J.-K. - Raczky, P. (eds.). The Lengyel, Polgár and related cultures in the Middle/Late Neolithic in Central Europe. Kraków 2007, s. 199-215.
- Osídlení okresu Rakovník v době kultury s vypíchanou keramikou. Archeologické rozhledy 59, 2007, s. 219-277.
- Kutná Hora – Denemark. Hradiště řivnáčské kultury (ca 3000–2800 př. Kr.). Památky archeologické. Supplementum 18. Praha 2008 (et. Zápotocký, M.), 586 str.
- Neolitické sídelní regiony v Čechách (ca 5300-4400 př. Kr.). Region Litoměřicko – Neolithische Siedlumgsregionen in Böhmen (ca 5300-4400 v. Chr.). Region Litoměřice. Archeologické studijní materiály 18, Praha 2009, 358 str.
- Der Übergang von der Linear- zu Stichbandkeramik in Böhmen. In: A. Zeeb-Lanz (Hrsg.), Krisen – Kulturwandel – Kontinuitäten: zum Ende der Bandkeramik in Mitteleuropa. Beiträge der Internationalen Tagung in Herxheim bei Landau (Pfalz) vom 14.–17. 6. 2007, Rahden/Westf. 2009, s. 303–315.
- Dvacet let činnosti Archeologické pracovní skupiny východní Bavorsko/západní a jižní Čechy/Horní Rakousko – Archäologische Arbeitsgemeinschaft Ostbayern/West- und Südböhmen/Oberösterreich. Archeologické rozhledy 62, 2010, s. 726–727.
- Kult hor v neolitu? Neo- a eneolitické nálezy z hor a vrchů Českého středohoří. In: I. Fridrichová-Sýkorová (ed.), Ecce homo. In memoriam Jan Fridrich, Praha 2010, s. 340–347 (et Zápotocký, M.).
- Neolitické sídelní regiony v Čechách: Horní Poohří – Karlovarský kraj. Archeologie západních Čech 4, 2012, 103–125.
- Prehistory of Bohemia 2. The Neolithic. Praha 2013 (et. Pavlů, I.).
- Horní Počaply: první soubor keramiky rané fáze lengyelské kultury z Čech. Archeologie ve středních Čechách 19, 2015, s. 115–147 (et Pecinovská, M., Vašínová, M.).